# آناترا آنادیس
آناترا آنادیس (به انگلیسی: Anatra_Anadis) یک هواگرد ملخ‌پیشین تک‌موتوره از نوع هواپیمای جنگنده ساخت شرکت Anatra است. هواگرد آناترا آنادیس نخستین پروازش را در ۲۳ اکتبر ۱۹۱۶ میلادی انجام داد. در مجموع، تعداد ۱ فروند از این هواگرد ساخته شده‌است.
طراح این هواگرد، Elisee Alfred Descamps بود.